# Taeniopoda eques
Taeniopoda eques är en insektsart som först beskrevs av Hermann Burmeister 1838.  Taeniopoda eques ingår i släktet Taeniopoda och familjen Romaleidae. Inga underarter finns listade i Catalogue of Life.